# Промышленный туризм в России
Промышленный туризм в России — часть туризма в России, для которой основным туристским ресурсом являются индустриальные объекты, включая регулярные туристические туры на действующие или когда-то действовавшие промышленные предприятия.

## Развитие промышленного туризма в России
В начале 1930-х годов Государственное экскурсионное акционерное общество «Советский Турист» выпускало листовки с маршрутами производственных экскурсий: по металлопромышленности (чёрная металлургия, цветная металлургия, электропромышленность, машиностроение); по горной (каменноугольной, меднорудной, соляной, нефтяной); химической (основная, спичечная, фарфоровая); шёлковой, шерстяной, хлопчатобумажной и других промышленностей с целью обмена опытом работников предприятий.
В 1989 году на основе закрытого в 1987 году Нижнетагильского железоделательного завода был открыт первый в России завод-музей истории горнозаводской техники. В 1992 году музей получил часть территории завода, включая инфраструктуру и окрестную историческую зону. В результате был образован музейный комплекс площадью 30 гектаров.
С 2015 года Ижевский автомобильный завод ежегодно проводит День открытых дверей, который посещают от 20 до 30 тысяч человек. Мероприятие включает экскурсии по действующему производству, выставку современного модельного ряда LADA, осмотр ретро автомобилей в музее завода.
В 2015 году предприятие «Арктикуголь», занимавшееся добычей угля на архипелаге Шпицберген, из-за больших убытков было вынуждено заняться туристическим бизнесом, чтобы иметь дополнительный источник доходов. Был открыт Центр развития арктического туризма. Уже через год, в 2016 году шахты и шахтёрские посёлки на архипелаге Шпицберген посетили 27 тысяч туристов, 600 из них из России.
В 2016 году началось взаимодействие Федерального агентства по туризму и НПК «Уралвагонзавод» по вопросам развития военно-промышленного туризма в России, результатом чего стало создание туристического маршрута «Воентур».
Но в целом направление промышленного туризма не имело массового распространения и по состоянию на 2017 год на промышленный туризм приходилось только 1 % рынка туристических услуг.
В 2017 году был учреждён Совет по развитию промышленного туризма в Российской Федерации, его задачами является стимулирование развития межрегиональных маршрутов промышленного туризма, укрепление связей промышленных предприятий и туристских компаний, занимающихся познавательными туристическими турами, включающими посещение индустриальных объектов, в получении допуска на промышленные объекты, формирование единой карты промышленного туризма в Российской Федерации. Учредительная конференция прошла в Екатеринбурге в рамках Международной туристской выставки EXPOTRAVEL-2017. Председателем Совета по развитию промышленного туризма в Российской Федерации был выбран руководитель Федерального агентства по туризму Олег Сафонов. Секретарём был избран исполнительный директор Уральской ассоциации туризма Михаил Мальцев. В Президиум вошли глава Нижнего Тагила Сергей Носов, Председатель Комитета Торгово-промышленной палаты РФ по предпринимательству в сфере туризма, Вице-президент РСТ Юрий Барзыкин и представители российских промышленных корпораций.
В результате работы Совета по развитию промышленного туризма в Российской Федерации в 2018 году была представлена концепция «Карты промышленного туризма Российской Федерации». Для подготовки карты была собрана и систематизирована информация от 56 регионов России, состоящая из объектов показа, описания туристских маршрутов, средств размещения и прочего. За год работы Совета по развитию промышленного туризма в Российской Федерации были подготовлены и направлены в Государственную думу Российской Федерации и региональные законодательные собрания предложения по внесению изменений в нормативные правовые акты для упрощения и регламентирования системы допуска туристов на режимные промышленные предприятия и объекты добычи полезных ископаемых. Совместно с высшими и средними специальными учебными заведениями разработана специализированная методическая литература по вопросам стандартов промышленного туризма в РФ. Было сформировано около 20 трансграничных маршрутов и десятки межрегиональных маршрутов промышленного туризма, которые посетили сотни тысяч туристов и экскурсантов.
В 2018 года руководитель Федерального агентства по туризму Олег Сафонов и глава Удмуртской Республики Александр Бречалов подписали соглашение о сотрудничестве, направленное на создание условий для развития промышленного туризма в Удмуртии. В рамках соглашения Федеральное агентство по туризму и Удмуртская Республика будут сотрудничать в области разработки и реализации программ развития промышленного туризма, развивать материально-техническую базу, а также создать методические рекомендации и организовывать совместные мероприятия для популяризации промышленного туризма в России. Также в 2018 году на ХХ общем отчётно-выборном собрании Уральской Ассоциации туризма было принято решение, что промышленный туризм станет ключевым вектором развития туристической индустрии Урала.
В 2018 году стал доступен туристический маршрут «Черное золото Сибири», посвящённый добыче нефти в Тюменской области в который включены посещение кернохранилища, нефтегазового колледжа, корпоративного музея нефтедобывающей компании и международно-учебного тренировочного центра ТюмИУ, где экскурсантам предоставляется возможность пробурить скважину на учебном тренажёре.
В 2019 году в рамках Международной туристической выставки «Лето 2019», прошедшей в Екатеринбурге, при поддержке Федерального агентства по туризму и содействии Российского союза туристической индустрии состоялся круглый стол «Развитие промышленного туризма в Российской Федерации», на котором прошло обсуждение формирования «Дорожной карты по развитию промышленного туризма в Российской Федерации 2019—2025 годы».

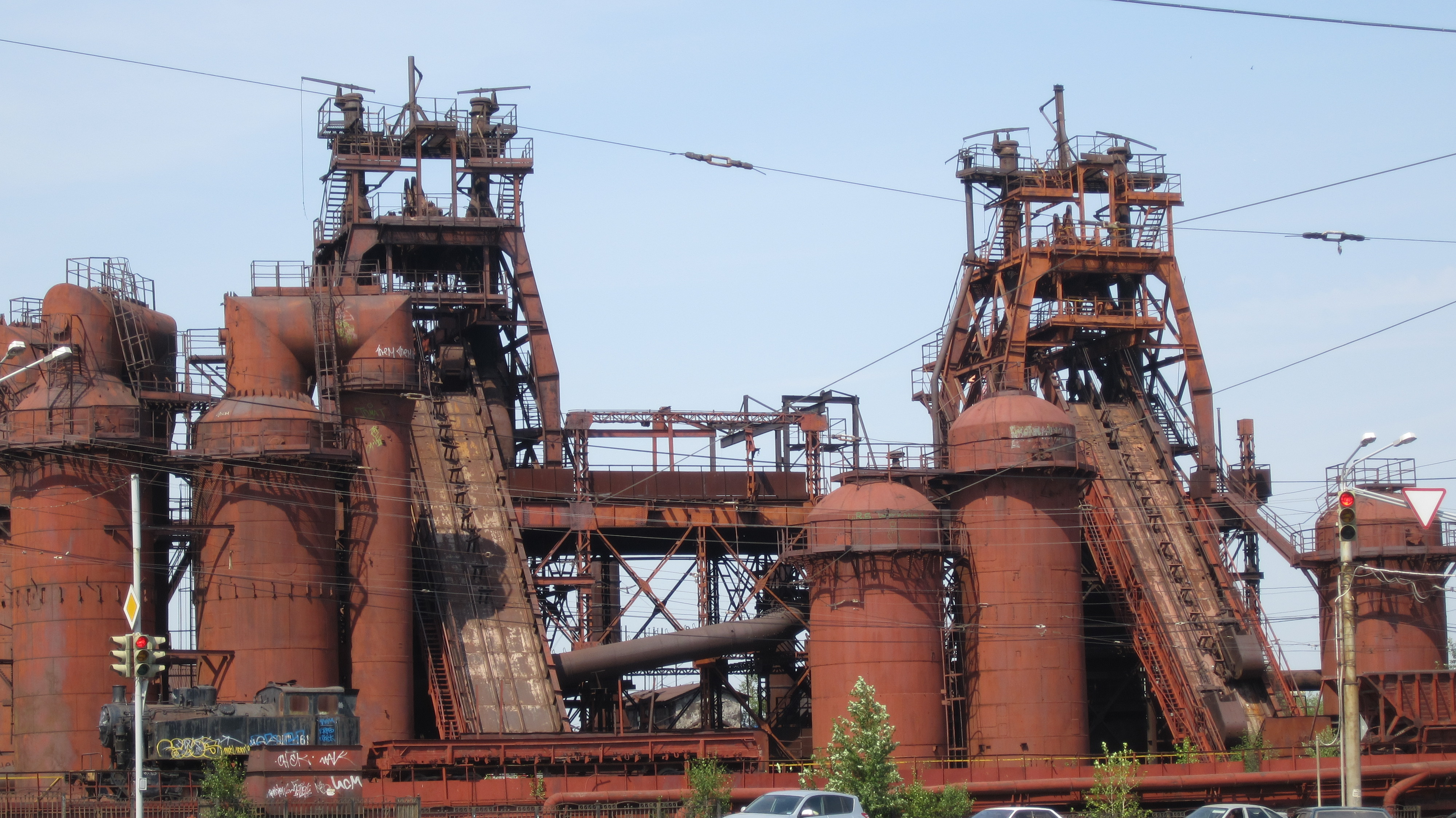
Доменные печи XIX века, Завод-музей истории горнозаводской техники, г. Нижний Тагил
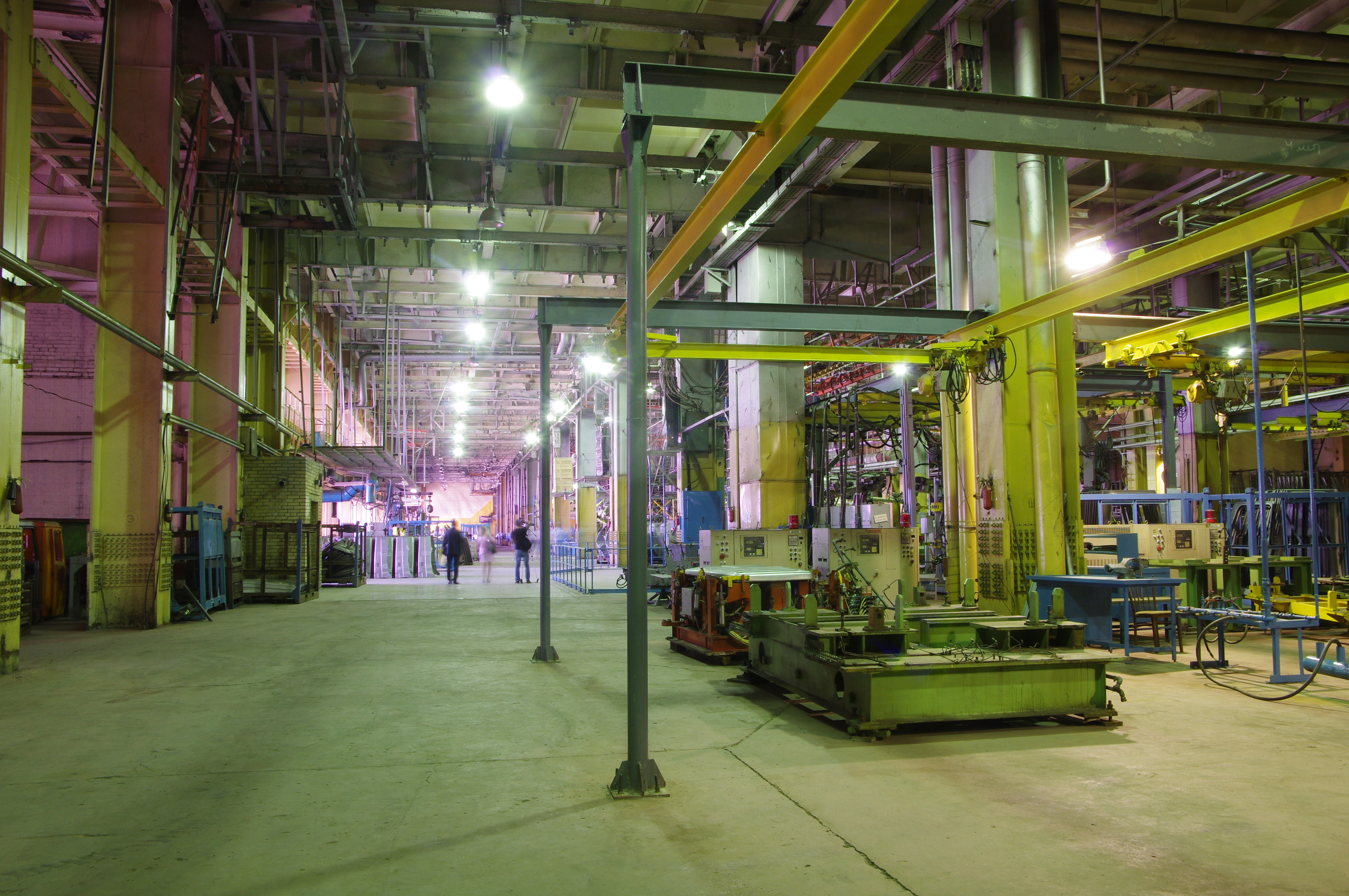
Экскурсия на Завод имени Лихачёва, г. Москва
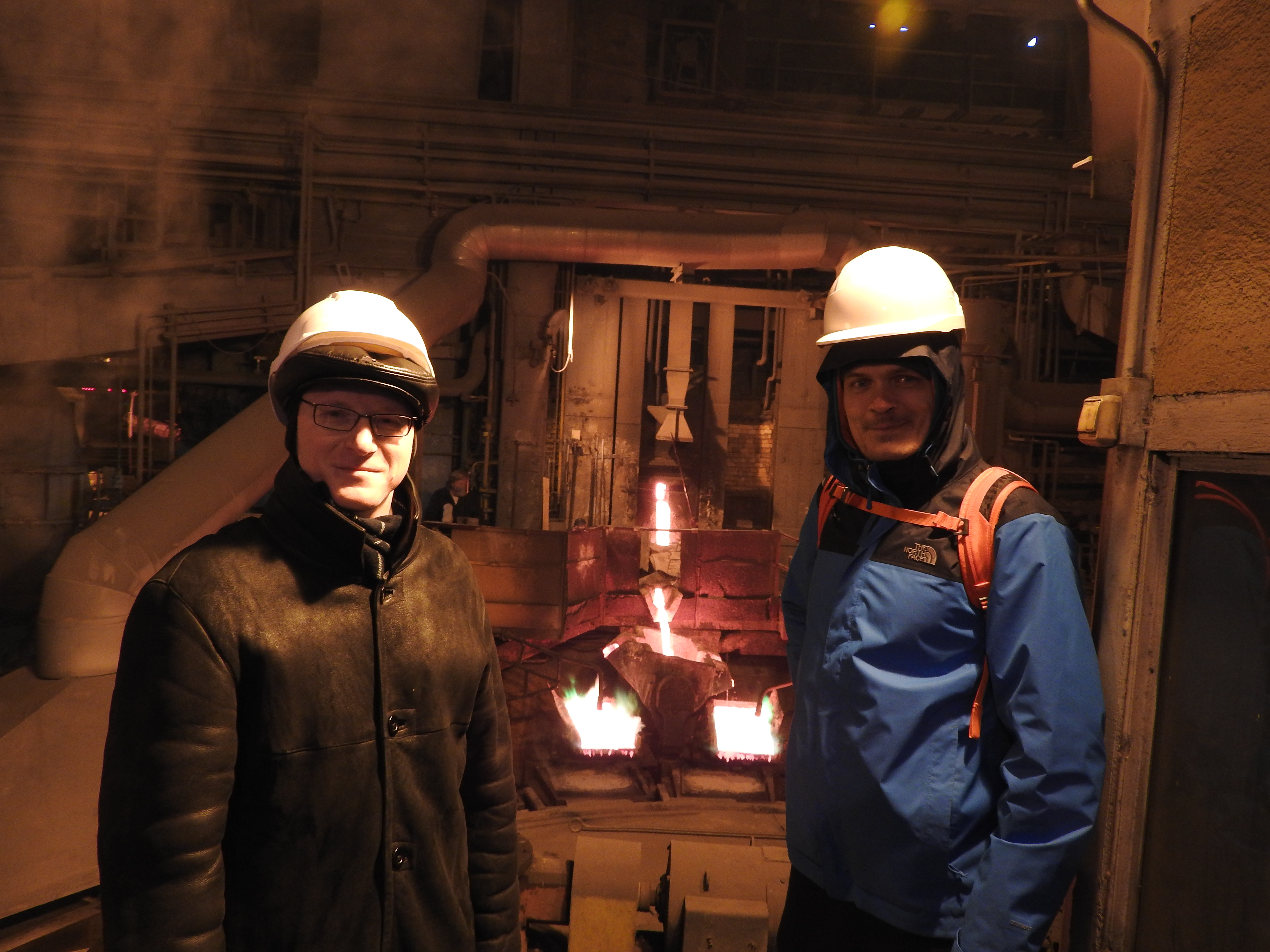
Экскурсия на заводе «Уралэлектромедь», г. Верхняя Пышма
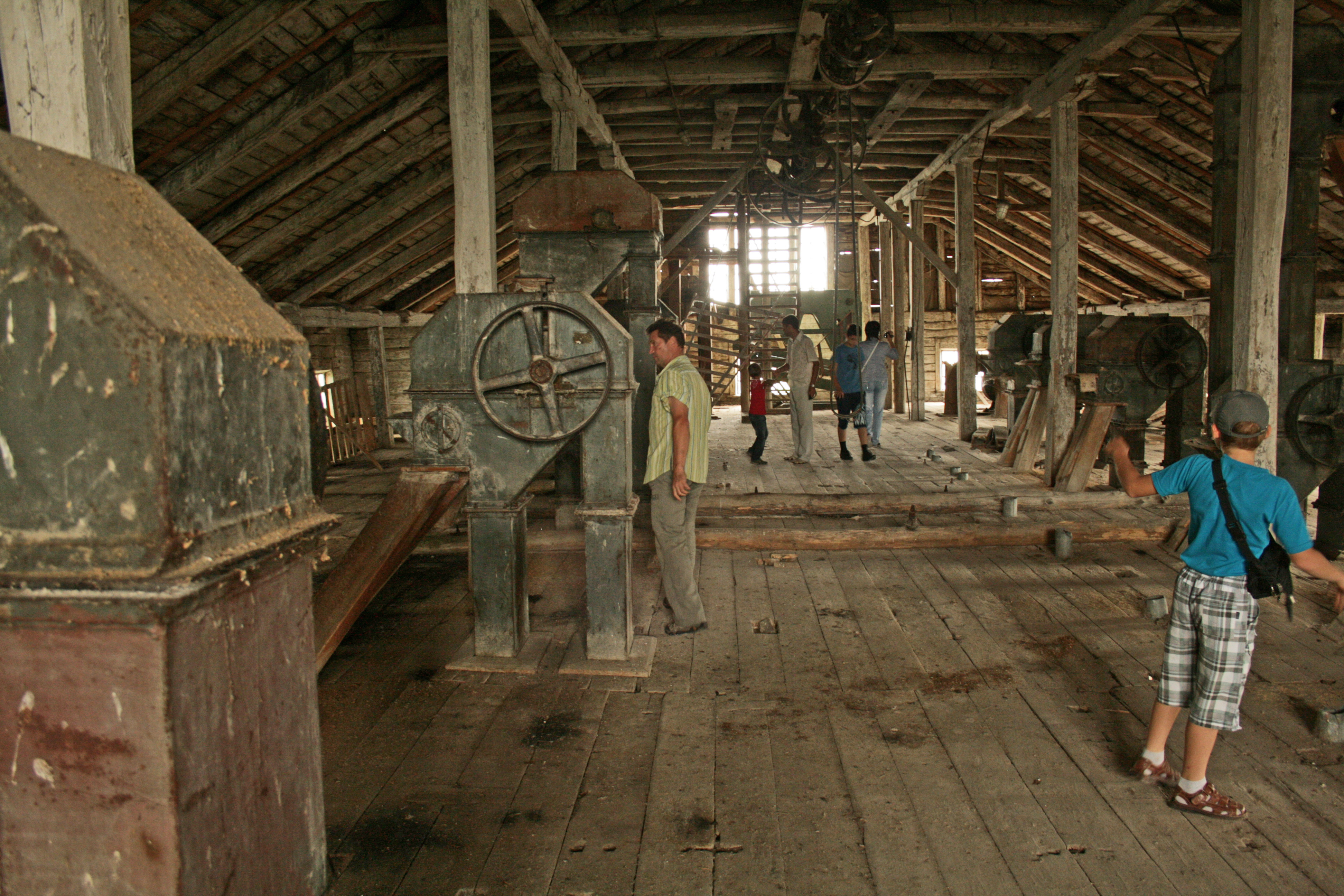
Экскурсия на мельницу Баркова

## Объекты промышленного туризма в России
Среди лидеров промышленного туризма в России — Урал, Удмуртская Республика, Волгоградская и Вологодская области и другие территории и регионы. Согласно исследованию специалистов Оренбургского государственного университета по состоянию на 2017 год лидером по количеству регионов, в которых имеются предприятия, проводящие промышленные экскурсии на регулярной основе для различных групп
туристов, является Приволжский федеральный округ.
Самую большую популярность имеют производственные предприятия пищевой сферы, что объясняется тем, что они являются наиболее распространёнными, из-за чего наиболее представлены в сфере промышленного туризма, удобно расположены (59 %
находятся в черте города, 23 % находятся в пределах 30 километров от черты города), а также производимые продукты ближе всего к потребителям.
На Урале площадками промышленного туризма являются многие предприятия, среди них наиболее популярны: Магнитогорский металлургический комбинат, Челябинский трубопрокатный завод, завод Синара-Сименс в Верхней Пышме, производящий тепловозы и поезда для пригородных электричек, оружейная фабрика-слобода «АИРовка» в Златоусте, Малышевский подземный рудник, Музей истории Пермского моторостроения, предприятия АО «Группа „СВЭЛ“», ОАО «ОЭЗ „Титановая долина“», Свердловская киностудия, колокольный завод «Пятков и Ко», выставочный комплекс Уралвагонзавода, чугунолитейный завод и другие владения Строгановых в поселке Билимбай, а также единственная чайно-кофейная фабрика на Урале «Чаокофе» в Миассе. Центром развития туризма Свердловской области для самостоятельных туристов разработана карта путеводитель по маршруту «Урал промышленный». При помощи карты можно спланировать двухдневный маршрут выходного дня, проходящий по городам Екатеринбург, Невьянск и Нижний Тагил, а магнитогорской компанией «Турпросвет» создан многовариантный маршрут «Уральский меридиан», позволяющий совершить путешествие в Магнитогорск, Миасс, Златоуст, Южноуральск и Екатеринбург, в том числе на их предприятия.
В Калининградской области промышленный туризм связан с добычей и обработкой янтаря. Калининградский янтарный комбинат по итогам 2016 года входит в тройку самых привлекательных туристических объектов региона по оценкам независимых туристических операторов и Министерства по культуре и туризму Калининградской области и признаётся победителем в номинации «Партнёр года в индустрии туризма — объект показа». Для туристов на Приморском месторождении оборудована обзорная смотровая площадка, откуда с высоты 50 метров открывается вид Приморский карьер. В 2013 году комбинат посетило 35 тысяч человек, 2014 — 40 тысяч, в 2015 — около 50 тысяч, в 2016 году смотровую площадку и демонстрационный зал посетили около 60 тысяч человек.
В Ростовской области экскурсии организовывают на Семикаракорский фаянсовый завод, Ростовскую атомную станцию, «Ростсельмаш».
В Приволжском федеральном округе объектами промышленного туризма являются Алексеевская фабрика художественного ткачества, АО «Татспиртпром», завод «Форд Соллерс Холдинг», ООО «Тамалаэлеватор», Новочебоксарский филиал «САН ИнБев», заводы Pepsi и Coca-Cola, «Балтика — Самара», АО «Благовещенский арматурный завод», Горьковский автомобильный завод, Пивоваренный завод «Крафт», ОАО «Оренбург-Водоканал», Пермский хлебокомбинат, Камская ГЭС, Завод минеральных вод «Серебряные ключи», Ульяновский хладокомбинат, аэропорт «Ульяновск-Восточный». В Татарстане разработан объединённый туристический маршрут по заводам ПАО «КамАЗ», который включает в себя экскурсии на автомобильный завод, завод двигателей, литейный и прессово-рамный заводы, музей истории «КамАЗ».
В Северо-Западном федеральном округе объектами промышленного туризма являются: Онежский судостроительно-судоремонтный завод, ОАО «Вологодский машиностроительный завод», «Вологодская ТЭЦ», Ленинградская атомная электростанция, Машиностроительный завод «Арсенал», фабрика «Хохломская роспись», Деревообрабатывающий комплекс «Лесобалт», Пивоваренный завод «Балтика», Автомобильный завод Hyundai, Волховская ГЭС. В Санкт-Петербурге объектами промышленного туризма являются: Судостроительный завод «Северная верфь», Кронштадтский морской завод, Морской порт «Санкт-Петербург», машиностроительный завод «Арсенал», радио «Петербург», киноцентр «Ленфильм», завод бытовой химии «Аист», завод пластмассовой игрушки «Нордпласт», завод «Coca-Cola», завод «Heineken», «Петрохолод», «Санкт-Петербургский газетный комплекс», музей истории ОАО «Пролетарский завод», музей истории и техники ОАО «Кировский завод», кондитерская фабрика имени Самойловой, музей истории кирпича завода «Керамика», Императорский фарфоровый завод, Петербургский метрополитен.
В Белгородской области посетителям доступен Стойленский горно-обогатительный комбинат.
В Брянской области — пиво-солодовенный завод «Брянскпиво».
В Ивановской области — АО «ТОМНА».
В Московской области — фабрика мороженого «Чистая линия», Ногинский хладокомбинат, кондитерская фабрика «РотФронт».
В Тульской области — Тульский молочный комбинат.
В Москве — завод «КокаКола», телецентр «Останкино», киностудия «Мосфильм», аэропорт «Домодедово».
В Нижегородской области — Выксунский металлургический завод.
В Краснодарском крае — винзавод «Абрау-Дюрсо».
В Волгоградской области - российский производитель соковой продукции, детского питания и продуктов на растительной основе, компания "Сады Придонья"

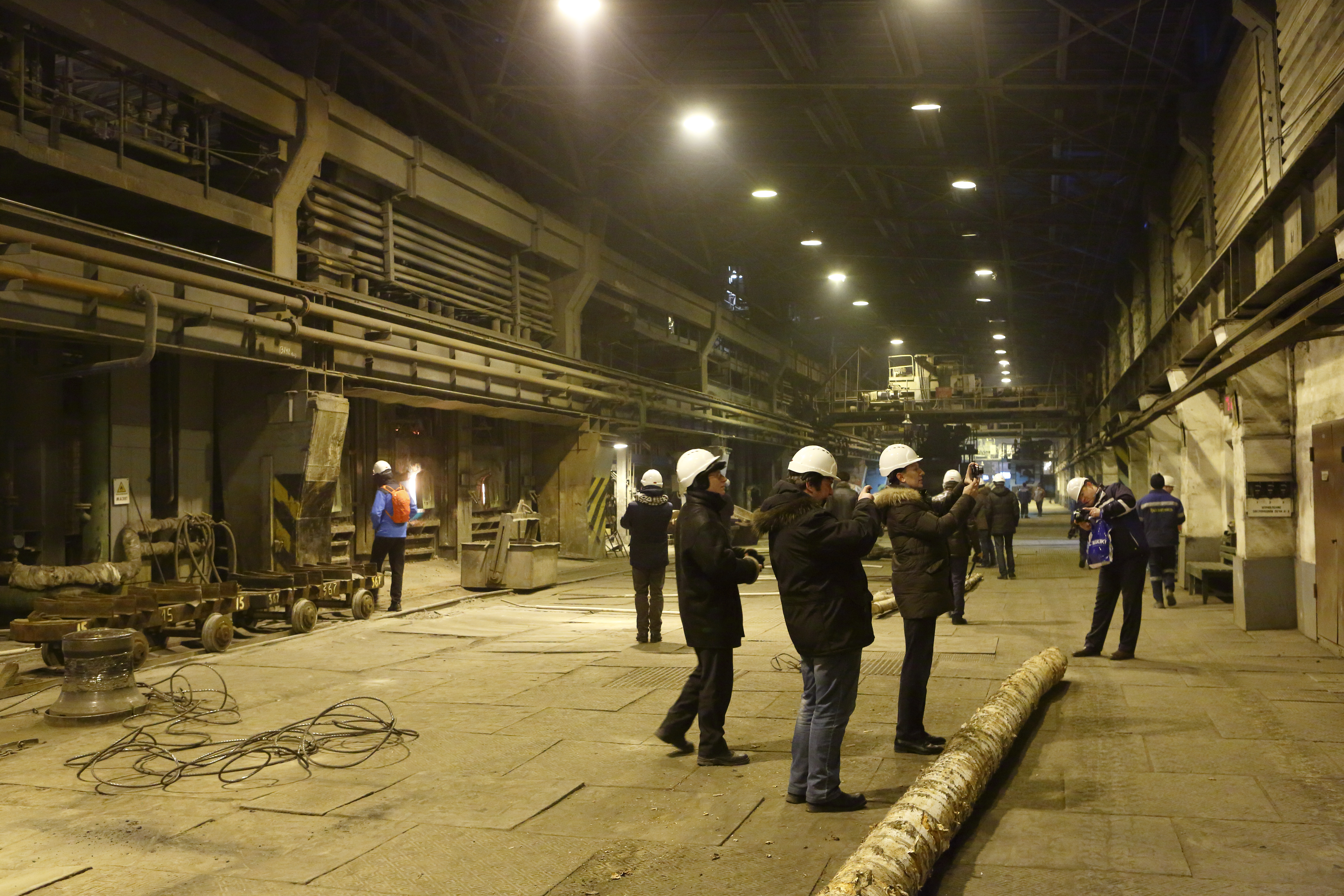
Экскурсия на заводе «Уралэлектромедь», г. Верхняя Пышма
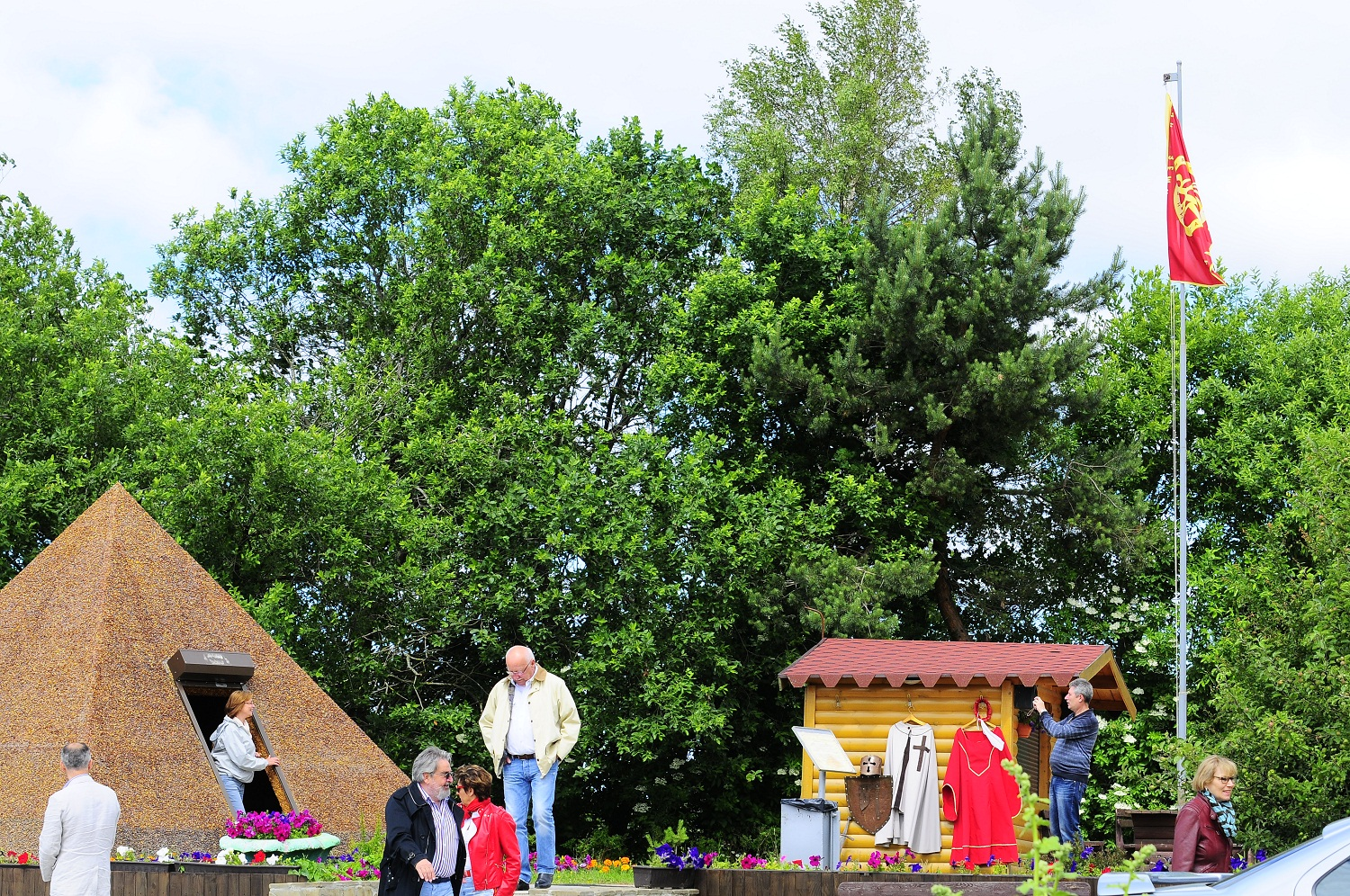
Туристическая смотровая площадка карьера «Приморский» АО «Калининградский янтарный комбинат» с янтарной пирамидой
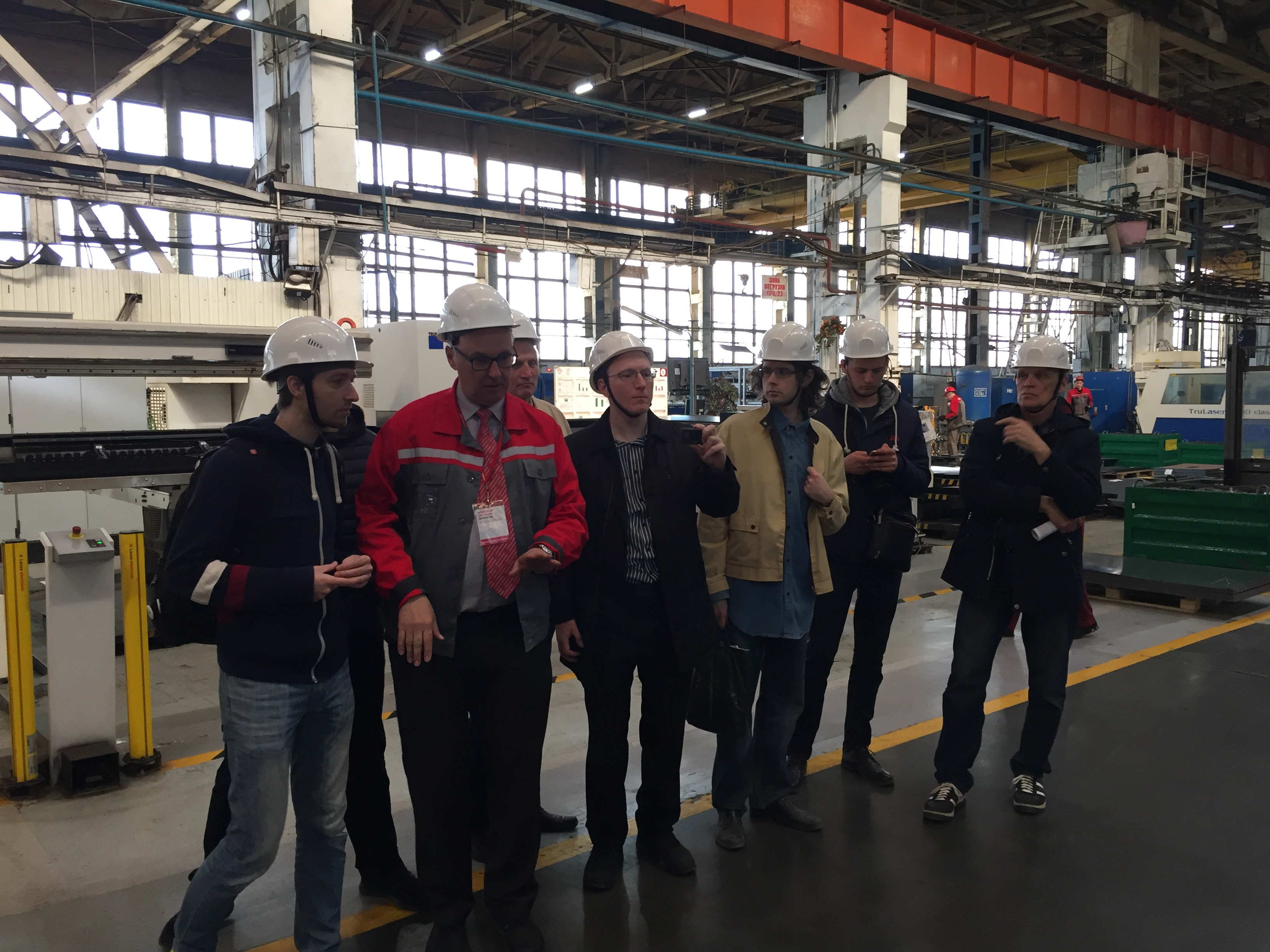
Экскурсия на «Ростсельмаш», г. Ростов-на-Дону
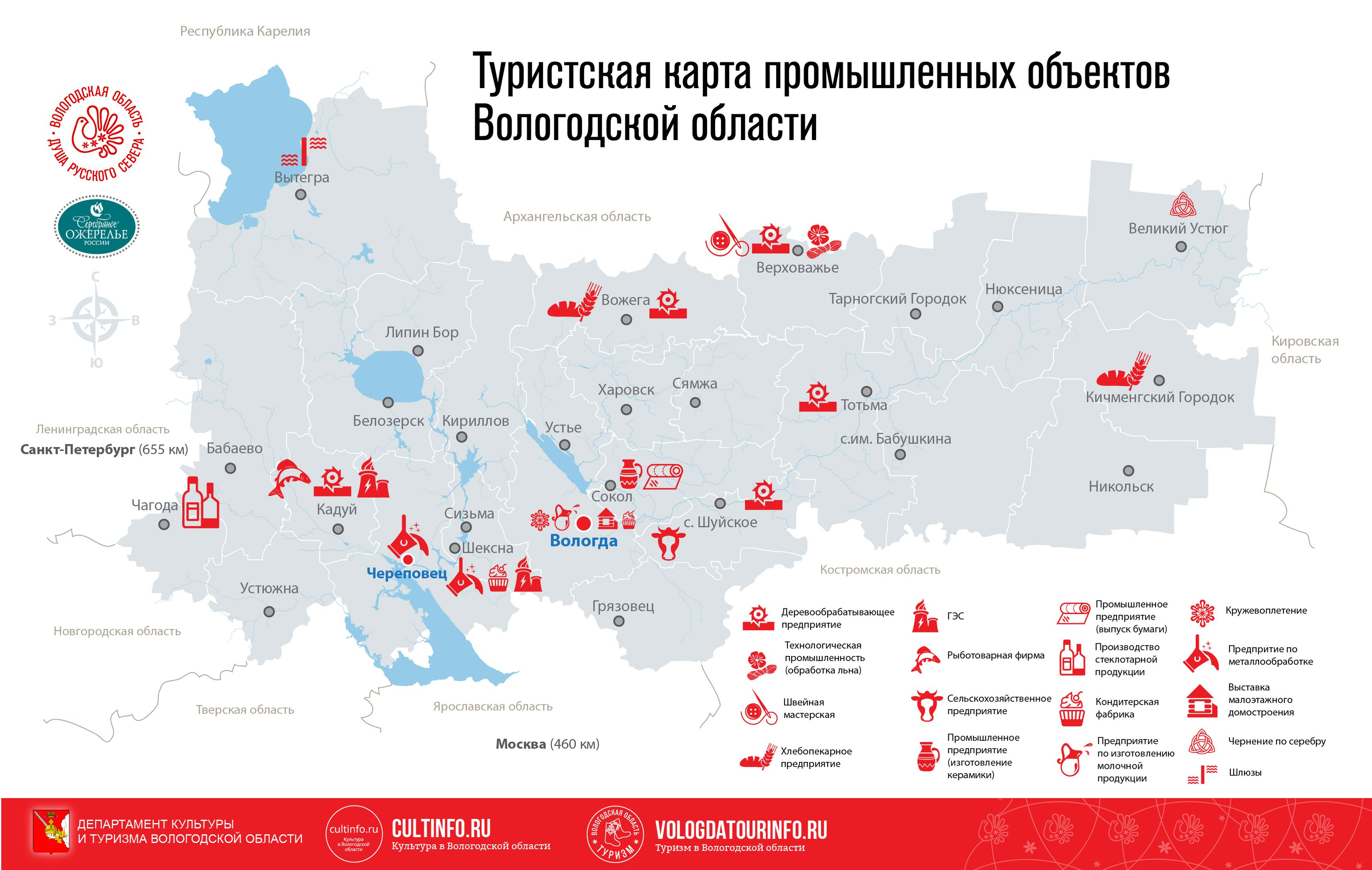
Туристская карта промышленных объектов Вологодской области